# Саксония
Вижте пояснителната страница за други значения на Саксония.
Свободна държава Саксония (на немски: Freistaat Sachsen; лужишки: Swobodny Stata Sakska) е една от шестнадесетте федерални провинции на Германия. Намира се в източната част на страната и граничи с провинциите Бранденбург, Тюрингия, Бавария и Саксония-Анхалт. Също така с държавите Чехия и Полша.
Столица на Саксония е град Дрезден. Други по-големи градове са Лайпциг и Кемниц. Федералната провинция е образувана отново след Обединението на Германия през 1990 и заема приблизително земите на бившето Кралство Саксония (до 1918 година).
По време на ранното Средновековие терминът Саксония се е отнасял за региона, който е заемал земите на днешните германски провинции Долна Саксония и Северен Рейн-Вестфалия. Саксонците мигрират там от земите на днешната провинция Шлезвиг-Холщайн между 250 и 500 година.
Саксония не може директно да се свързва с всички значения на етнонима саксонци. Саксонец не се отнася само за жител на Саксония, има и англо-саксонци и трансилвански саксонци.

## География
Саксония заема площ от 18 420 км² и има 4,149 млн. жители. Гъстотата на населението е 225 души/км². Граничи (от изток по посока на часовниковата стрелка) с Полша, Чехия и федералните провинции Бавария, Тюрингия, Саксония-Анхалт и Бранденбург. След 1989 населението на провинцията намалява като резултат на миграцията в бившата Западна Германия.
Главна артерия на Саксония е река Елба, която преминава от югоизток на северозапад. Друга важна река, западно от Елба, е река Мулде. Река Ниса формира полската граница. Дяловете на Източна Саксония са южните части на историческия регион Лужица и се наричат Горна Лужица. В този регион живее малцинството лужишки сърби. Лужица е двуезичен регион.
Най-високата точка в провинцията е връх Фихтелберг (Fichtelberg) с височина 1215 метра.

## Административно деление
В резултат на административната рефора от 2012 г. Саксония е разделена на 13 окръга:
| Окръг                                                                                                  | Население | Регистр. номер на автомобилите            | Столица         | Население |
| --- | --------- | ----------------------------------------- | --------------- | --------- |
| Град с окръжно значение и провинциална столица Дрезден (Kreisfreie Stadt und Landeshauptstadt Dresden) | 536,308   | DD                                        | Дрезден         | 536,308   |
| Град с окръжно значение Кемниц (Kreisfreie Stadt Chemnitz)                                             | 243,521   | С                                         | Кемниц          | 243,521   |
| Град с окръжно значение Лайпциг (Kreisfreie Stadt Leipzig)                                             | 544,479   | L                                         | Лайпциг         | 544,479   |
| Окръг Лайпциг (Landkreis Leipzig)                                                                      | 257,647   | L, BNA, GHA, GRM, MTL, WUR                | Борна           | 19 381    |
| Окръг Северна Саксония (Landkreis Nordsachsen)                                                         | 197,042   | TDO, DZ, EB, OZ, TG, TO                   | Торгау          | 19 964    |
| Окръг Фогтланд (Vogtlandkreis)                                                                         | 232,390   | V, AE, OVL, PL, RC                        | Плауен          | 64 077    |
| Окръг Цвикау (Landkreis Zwickau)                                                                       | 325,137   | Z, GC, HOT, WDA                           | Цвикау          | 91 066    |
| Окръг Ерцгебирге (Erzgebirgskreis)                                                                     | 349,582   | ERZ, ANA, ASZ, AU, MAB, MEK, STL, SZB, ZP | Анаберг-Буххолц | 20 394    |
| Окръг Средна Саксония (Landkreis Mittelsachsen)                                                        | 312,711   | FG, BED, DL, FLÖ, HC, MW, RL              | Фрайберг        | 40 829    |
| Окръг Майсен (Landkreis Meißen)                                                                        | 243,745   | MEI, GRH, RG, RIE                         | Майсен          | 27 273    |
| Окръг Бауцен (Landkreis Bautzen)                                                                       | 306,570   | BZ, BIW, HY, KM                           | Бауцен          | 39 475    |
| Окръг Гьорлиц (Landkreis Görlitz)                                                                      | 260,188   | GR, LÖB, NOL, NY, WSW, ZI                 | Гьорлиц         | 54 193    |
| Окръг Саксонска Швейцария – Източна Ерцгебирге (Landkreis Sächsische Schweiz – Osterzgebirge)          | 245,954   | PIR, DW, FTL, SEB                         | Пирна           | 37 768    |